# Subida al cielo
Subida al cielo is een Mexicaanse filmkomedie uit 1952 onder regie van Luis Buñuel.

## Verhaal
Als een pasgetrouwde man hoort dat zijn moeder ziek is geworden, onderbreekt hij zijn huwelijksreis. Thuis ontdekt hij dat de overige zoons hun moeder verwaarlozen. Ze zijn al bezig de erfenis te verdelen. De pasgetrouwde zoon gaat daarna met de bus naar de stad om er het testament van zijn moeder te laten vastleggen bij de notaris. Onderweg ontmoet hij verschillende hindernissen.

## Rolverdeling
| Acteur                | Personage                        |
| --------------------- | -------------------------------- |
| Lilia Prado           | Raquel                           |
| Esteban Márquez       | Oliverio Grajales                |
| Luis Aceves Castañeda | Silvestre                        |
| Manuel Dondé          | Eladio Gonzales                  |
| Roberto Cobo          | Juan                             |
| Beatriz Ramos         | Elisa                            |
| Manuel Noriega        | Figueroa                         |
| Roberto Meyer         | Don Nemesio Álvarez y Villalbazo |
| Pedro Elviro          | El Cojo                          |
| Pedro Ibarra          | Manuel                           |
| Leonor Gómez          | Doña Linda                       |